# ميخائيل فريدمان
ميخائيل فريدمان (بالإنجليزية: Michael Friedman)‏ هو ملحن وكاتب أغاني وشاعر أمريكي، ولد في 24 سبتمبر 1975 في بوسطن في الولايات المتحدة، وتوفي في 9 سبتمبر 2017 في مانهاتن في الولايات المتحدة.

## وصلات خارجية
- ميخائيل فريدمان على موقع ميوزك برينز (الإنجليزية)
- ميخائيل فريدمان على موقع قاعدة بيانات برودواي على الإنترنت (الإنجليزية)
- ميخائيل فريدمان على موقع ديسكوغز (الإنجليزية)